# عشق و دوستی
عشق و دوستی (انگلیسی: Love & Friendship) فیلمی در ژانر کمدی رمانتیک به کارگردانی ویت استیلمن است که در سال ۲۰۱۶ منتشر شد. از بازیگران آن می‌توان به کیت بکینسیل، جما ردگریو، استیون فرای و کلویی سونی اشاره کرد.

## داستان
در دههٔ ۱۷۹۰، بانوی جوان و بیوه‌شدهٔ تازه، «لیدی سوزان ورنون»، برای بهبود موقعیت مالی‌اش در پی یافتن همسری ثروتمند برای خود و دختربزرگش «فردریکا» است. پس از آن‌که به‌دلیل رابطه‌اش با «لرد منورینگ» متأهل، از ملک خانوادگی او اخراج می‌شود، همراه با همدم بی‌حقوقش، «خانم کراس»، به «چرچیل» می‌رود—خانهٔ روستایی «چارلز ورنون»، برادر شوهر مرحومش، و همسرش «کاترین ورنون» (با نام پیشین دوکُرسی). لیدی سوزان در دیدارهایش با دوست معتمد خود، «خانم جانسون» آمریکایی، بی‌پرده دربارهٔ نقشه‌هایش صحبت می‌کند.
کاترین و برادر کوچکش «رجینالد دوکُرسی» از شهرت لیدی سوزان به‌عنوان زنی دلفریب و ماهر در اغواگری باخبرند. اما با تأثیرپذیری از چارلز خوش‌قلب اما کم‌هوش، رجینالد تصمیم می‌گیرد بی‌طرف بماند و به‌زودی مجذوب لیدی سوزان می‌شود. وقتی پدرش، «سِر رجینالد دوکُرسی»، از این علاقه مطلع می‌شود، به او هشدار می‌دهد که ازدواج با لیدی سوزان می‌تواند نام خانوادگی‌شان را لکه‌دار کند. رجینالد می‌گوید رابطه‌شان عاشقانه نیست، اما او و لیدی سوزان به‌زودی به درکی عاشقانه می‌رسند.
در همین حال، «فردریکا»، دختر لیدی سوزان، که در مدرسه‌ای شبانه‌روزی تحصیل می‌کند (مدرسه‌ای که مادرش توان پرداخت هزینه‌اش را ندارد)، از آنجا فرار کرده و اخراج می‌شود. او به چرچیل می‌آید و بلافاصله «سِر جیمز مارتین» را به دنبال خود می‌بیند—مردی بسیار ثروتمند اما کم‌خرد. برای نمونه، هنگام ورود به چرچیل، می‌گوید در یافتن ملک مشکل داشته، چون دنبال «تپه‌ای با کلیسا» (church hill) می‌گشته است.
فردریکا در خلوت به رجینالد می‌گوید که نمی‌خواهد با سِر جیمز ازدواج کند چون او را «احمق» می‌داند، اما از پافشاری مادرش می‌ترسد. رجینالد که شگفت‌زده شده، تصمیم می‌گیرد با لیدی سوزان در این‌باره صحبت کند. پس از مشاجره‌ای میان آن دو، رجینالد تصمیم به ترک خانه می‌گیرد. اما لیدی سوزان با مهارتی ظریف او را آرام می‌کند و سپس نقشه‌ای برای تنبیهش به‌دلیل بی‌وفایی می‌چیند.
زمانی‌که هر دو در لندن هستند، لیدی سوزان خواستگاری را به تعویق می‌اندازد و می‌گوید جامعه هنوز آن‌ها را نمی‌پذیرد (احتمالاً به‌دلیل اختلاف سنی زیادشان). رابطهٔ پنهانی او با لرد منورینگ زمانی فاش می‌شود که «لیدی منورینگ» درمی‌یابد این دو به‌طور مخفیانه با همکاری خانم جانسون، دوست لیدی سوزان، دیدار می‌کنند. لیدی منورینگ از «آقای جانسون»، سرپرست قانونی‌اش، می‌خواهد با آن‌ها روبه‌رو شود.
رجینالد با نامه‌ای از لیدی سوزان به خانم جانسون وارد خانه می‌شود و صدای گریهٔ لیدی منورینگ را می‌شنود. او همراه آقای جانسون بیرون می‌آید و نامه‌ای را که خانم جانسون در دست دارد، می‌قاپد. با شناختن دستخط، اصرار می‌ورزد که شوهرش در خانه با لیدی سوزان است. رجینالد می‌گوید که تازه او را ترک کرده و حتی خدمتکاران هم دیگر در خانه نیستند. اما لیدی منورینگ مشکوک است و از خدمتکار می‌خواهد آنچه دیده بگوید. او می‌گوید پس از خروج رجینالد و خدمتکاران، لرد منورینگ آمده و وارد خانه شده است.
لیدی منورینگ نامه را می‌خواند که در آن لیدی سوزان به خانم جانسون نوشته بود: «رجینالد را امشب تا جایی که می‌توانی در خانه نگه دار، منورینگ همین حالا می‌آید». رجینالد خشمگین خانه را ترک می‌کند و آقای جانسون همسرش را به‌خاطر درگیرشدن با لیدی سوزان توبیخ می‌کند (لیدی سوزان بعدتر می‌گوید او «برای رام‌بودن زیادی پیر است و برای مردن زیادی جوان»).
رجینالد با اندکی اختلاف زمانی با لرد منورینگ از خانه خارج می‌شود و سپس با لیدی سوزان روبه‌رو می‌شود. او می‌گوید که دیگر نمی‌توانند ازدواج کنند چون رجینالد به او شک دارد و نمی‌تواند به او اعتماد کند.
رجینالد به خانهٔ خواهرش کاترین بازمی‌گردد. لیدی سوزان با سِر جیمز ازدواج می‌کند و رجینالد عاشق فردریکا می‌شود و این دو نیز به‌زودی ازدواج می‌کنند. مدتی بعد، سِر جیمز با خوشحالی به خانم جانسون می‌گوید که به‌زودی پدر می‌شود، چون روز بعد از ازدواج، لیدی سوزان به او گفته که باردار است.
سِر جیمز با گرمی دربارهٔ دوستی‌اش با مهمان بلندمدت و جدید خانه‌اش، لرد منورینگ، صحبت می‌کند—کسی که به دعوت لیدی سوزان آمده و هر دو به شکار علاقه‌مندند.